# Волчья яма (фильм, 1983)
«Волчья яма» (кирг. Бөрү зындан) — двухсерийный художественный фильм в жанре криминальной драмы режиссёра Болотбека Шамшиева. Выпущен на экраны в 1984 году киностудией «Киргизфильм». Главную роль в фильме исполнил популярный советский киноактёр Талгат Нигматулин.

## Сюжет
Основное действие фильма разворачивается во Фрунзе в 1965 году. Самат Касымов (Талгат Нигматулин) рано стал самостоятельным: отец его умер, а мать вела разгульный образ жизни. Мальчик вместе с сестрой жил в интернате. Однажды он оттуда убежал в город, где познакомился со стариком-инвалидом Мусой Шариповым (Кененбай Кожабеков). Тот взял его под свое покровительство, дал фамилию Ахметов, помог поступить в МГИМО, заменил ему в какой-то степени отца. Изредка Самат выполнял его поручения, но долгое время юноше было невдомёк что за посылки из одной «волчьей ямы» в другую он возит. Постепенно Ахметов понимает, в какие бандитские руки он попал. Его опекун и покровитель Шарипов, он же Бабахан, ещё до установления в Киргизии Советской власти был сыном самого богатого человека Семиречья, в военное время совершил побег из колонии. Все последующие годы преступник выдавал себя за инвалида, ветерана войны, которого убил и похитил его документы. Жил почтенно и процветал, организовав преступный промысел — контрабанду. На протяжении фильма подробно исследуется череда событий, происходящих с героями в течение долгого времени, начиная с момента установления в Киргизии советской власти. Действие сопровождается обилием преследований, драк, тюремных сцен и убийств.

## История создания
Фильм был закончен в 1983 году, премьерный показ состоялся в Москве в апреле 1984 года. За время проката фильм посмотрело 21 млн 400 тысяч зрителей, что обеспечило ему 16 место в советском прокате по итогам года.
Фотограф Александр Фёдоров, вспоминая съёмки «Волчьей ямы», отметил, что по сценарию один из бандитов должен выкинуть в арык пачку денег. Для достоверности сцены и из-за невозможности использовать фальшивые купюры в воду выбрасывали настоящие банкноты, которые охраняла милиция. После съёмки очередного дубля деньги вылавливались, просушивались и использовались вновь.
Казахский актёр Кененбай Кожабеков, сыгравший роль главного отрицательного персонажа, в действительности получил инвалидность в результате стычки с бандитами в конце 1960-х годов и так же, как и его герой, был прикован к инвалидной коляске.

## В ролях

### В главных ролях
- Талгат Нигматулин — Самат Касымов, он же Нурбек Ахметов (озвучивал Юрий Демич)
- Кененбай Кожабеков — Муса Шарипов, он же «Бабахан», Баймурзаев, Хасанов (озвучивал Армен Джигарханян)
- Айтурган Темирова — Аджар

### В ролях
- Суйменкул Чокморов — полковник милиции Фурсул Нурбекович Турабаев (озвучивал Владислав Ковальков)
- Жоробек Аралбаев — капитан милиции Марлен Маликов
- Николай Крюков — генерал (комиссар) милиции Николай Афанасьевич Тимофеев
- Александр Милютин — капитан милиции Василий Семёнович Балуков
- Мурат Мамбетов — Композ (Композитор), Тракторбек
- Орозбек Кутманалиев — Угрюмый (Арзымат)
- Виктор Мирошниченко — Хрипатый
- Тохтахун Бахтыбаев — Саид-Лагман
- Анатолий Плюто — Рваный (Цыган)
- Венера Нигматулина — Мариям, сестра Самата
- Бекин Сейдакматов — Рахим Наразбаев, муж Мариям
- Семён Фарада — дипломат, друг Самата (не указан в титрах)

### В эпизодах
- Сабира Кумушалиева
- Сакыбек Карабаев
- Эдильбек Чокубаев
- Николай Марусич
- Т. Алымкулов
- Муса Дудаев
- Виктор Шахов
- Сергей Борисов
- Гульнара Алимбаева
- Искендер Рыскулов
- Г. Осмонова
- Дж. Абдыкадыров
- Саидкамиль Умаров
- Алмаз Кыргызбаев
- Чингиз Шамшиев
- Тимур Джамалиев
- Толкун Качкыналиева
- Турсун Уралиев
- Ж. Мамашев
- Т. Дулатов
- Токон Дайырбеков
- И. Токоев
- Г. Сеитова
- Л. Калюжная
- Мухтар Бахтыгереев
- Р. Джалалов
- С. Токтоналиев
- Асанкул Куттубаев

## Съёмочная группа
В работе над фильмом принимали участие:
- Режиссёр-постановщик: Болотбек Шамшиев
- Сценарий: Еркен Абишев, Болотбек Шамшиев
- Оператор-постановщик: Манасбек Мусаев
- Композитор: Виктор Лебедев
- Художники-постановщики: Джолдожбек Касымалиев, Эркин Салиев
- Звукооператор: Николай Шарый
- Режиссёр: Т. Садыков
- Оператор: Т. Маматюсупов
- Художник по гриму: Э. Котова
- Художник по костюмам: Н. Муллер
- Декорации: Д. Коргонбаев
- Монтажёр: С. Орозалиева
- Редактор: М. Гапаров
- Директора съёмочной группы: Н. Зарипов, Н. Медеров
- Главный консультант: полковник Дж. Акматов
- Консультанты: подполковник милиции А. Суталинов, полковник милиции К. Талканчинов, полковник милиции В. Чернецкий.

Музыку к фильму исполнил Государственный симфонический оркестр кинематографии, дирижёр Александр Петухов.

## Критика и признание
Фильм вызвал высокий зрительский интерес, что отмечено во многих как современных ему, так и более поздних публикациях. «Волчью яму» называют в ряду нескольких лент, в которых нравственная сила общества противопоставляется личному интересу человека, толкающего его на противоправные действия. Подробность изложения событий помогает проследить историю зла вплоть до его истока. Подчёркнута честность в изображении реалий Средней Азии позднего советского периода, прямота в изображении местного преступного мира. В фильме отмечают умение Шамшиева заинтересовать зрителя судьбой своего героя, а у исполнителя главной роли Талгата Нигматулина, известного в первую очередь каскадёрскими работами, признают наличие драматического таланта. С другой стороны, указывается на некоторую затянутость фильма. Характеризуя фильм в целом, Александр Фролов называет его киргизским вариантом художественного фильма Василия Шукшина «Калина красная» (1974).
На Всесоюзном кинофестивале 1984 года режиссёр-постановщик фильма Болотбек Шамшиев за свою работу был награждён Дипломом и Призом оргкомитета.